# K1
K1 (Тип 88) — основной боевой танк Южной Кореи, вариант американского танка M1 «Абрамс», приспособленный к корейским условиям эксплуатации. Разработан в конце 1970-х — начале 1980-х годов. Производился серийно с 1985 до 2010 года. Танковый парк K1 и его модификаций был дополнен и в перспективе будет заменен танками K2 «Чёрная пантера».

## Модификации
- XK1 — опытный предсерийный вариант (в отличие от серийных танков, на опытных XK-1 были установлены американский дизельный двигатель AVCR-1790 и гидромеханическая трансмиссия RK-304 производства ФРГ)[4].
- K1 — базовый вариант, произведено около 1000 экземпляров. На серийных K1 были установлены система управления огнём американской фирмы Hughes, радиостанция AN/VRC-12, лицензионный немецкий дизельный двигатель MB 871 Ka-501 и автоматическая трансмиссия ZFLSG3000 производства ФРГ[4].
  - K1E1 — модернизированный вариант K1[5]
- K1A1 — модернизированный вариант со 120-мм гладкоствольной пушкой, новой системой управления огнём и прицелами. Принят на вооружение в 2001 году.
  - K1A2 — модернизированный вариант K1A1[6]

## Специализированные машины на базе K1
- K1 AVLB — танковый мостоукладчик, создан в 1992 году на базе танка K1. Боевой вес — 53 тонны (в том числе, вес моста — 12,9 тонн), вооружение — один 7,62-мм пулемёт, экипаж — 2 человека.[7][8]
- K1 ARV  — бронированная ремонтно-эвакуационная машина на базе танка K1.[9]

## На вооружении
- Республика Корея — 1000 K1 и 484 K1A1, по состоянию на 2016 год[10]